# Giorgio Petrocchi
Giorgio Petrocchi (Tivoli, 13 agosto 1921 – Roma, 7 febbraio 1989) è stato un critico letterario italiano.

## Biografia
Dopo essersi laureato in Giurisprudenza all'Università La Sapienza nel 1942 con una tesi in storia del diritto italiano, si trasferì a Messina dove divenne professore di Letteratura Italiana nel 1955.  Durante questo periodo tra i suoi allievi figurò anche lo scrittore e poeta siciliano Giuseppe Cavarra. Dal 1961 passò a Roma continuando ad insegnare la stessa materia all'Università, fu membro dell'Accademia dei Lincei, vincendo nel 1970 il Premio Feltrinelli per la Filologia e la Linguistica, e di quella della Crusca dal 1975. Dal 1971 fu Direttore dell'Istituto Pareggiato di Magistero "Maria SS. Assunta" di Roma, carica che mantenne fino alla sua scomparsa nel 1989, contribuendo alla successiva trasformazione dell'Istituto in "Libera Università Maria SS. Assunta" (LUMSA).
La sua profonda fede cristiana lo portò ad accostarsi ad alcuni autori che sentiva particolarmente congeniali perché animati da una comune spiritualità, come Dante Alighieri e Alessandro Manzoni. Membro del comitato direttivo dell'Enciclopedia dantesca, curò una fondamentale edizione critica della Divina Commedia, basata sui 30 testimoni (degli 827 codici pervenuti) della tradizione manoscritta anteriore a Giovanni Boccaccio, che fu pubblicata in quattro volumi tra il 1966 e il 1967 nell'ambito della Edizione Nazionale delle Opere di Dante promossa dalla Società Dantesca Italiana. Durante il periodo di insegnamento all'Università di Roma, creò un distaccamento della stessa e fondò Roma Tre, dove gli è stata poi dedicata la Biblioteca di Area Umanistica nella facoltà di Lettere e Filosofia.
Poco prima della morte improvvisa, collaborò a una lettura televisiva integrale della Commedia, che la RAI affidò ad alcuni attori di grande prestigio: Giorgio Albertazzi, Giancarlo Sbragia ed Enrico Maria Salerno. Le loro interpretazioni erano precedute dal commento ai singoli canti, per il quale vennero scelti dantisti insigni, tra cui appunto Petrocchi, affiancato da Luca Serianni. 
Fu una firma storica del quotidiano Il Tempo.

## Opere
- Edoardo Calandra, Brescia, Morcelliana, 1947.
- La carità, Torino, F. De Silva, 1948.
- Matteo Bandello, Firenze, F. Le Monnier, 1949.

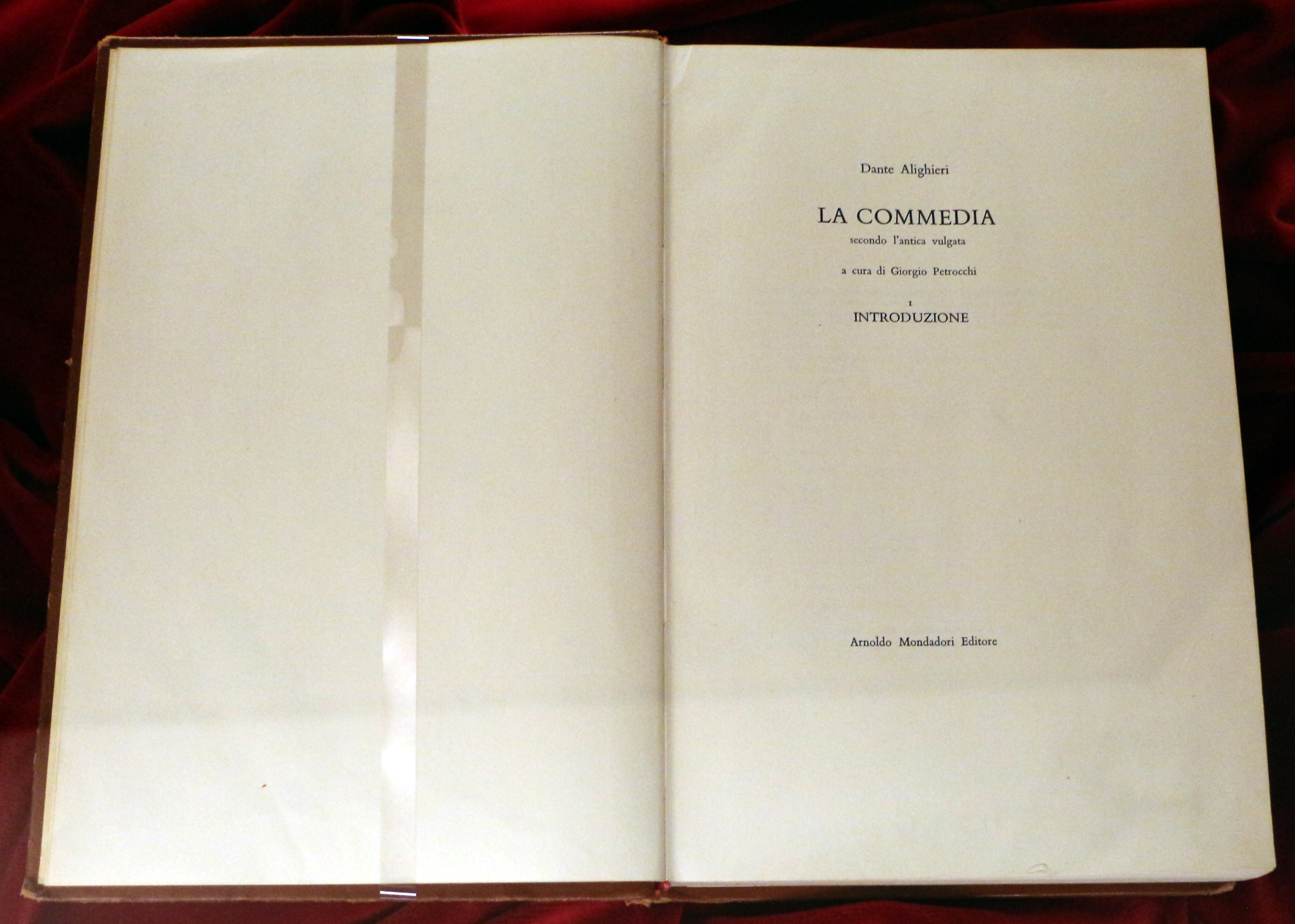
Dante Alighieri, La Commedia secondo l'antica Vulgata, a cura di Giorgio Petrocchi per la Società Dantesca Italiana, Milano, Arnoldo Mondadori Editore, 1966-67 (esemplare custodito alla Biblioteca Medicea Laurenziana di Firenze)

- Masuccio Guardati e la narrativa napoletana del Quattrocento, Firenze, Le Monnier, 1953.
- La formazione letteraria di Giovanni Pascoli, Firenze, Le Monnier, 1953.
- Ascesi e mistica trecentesca, Firenze, Le Monnier, 1957.
- G. Petrocchi - Pier Giorgio Ricci, Letteratura italiana: disegno storico ad uso delle scuole medie superiori: dalle origini ai giorni nostri, II ed. riveduta e ampliata, Firenze, Le Monnier, 1957; IV ed., Le Monnier, 1960.
- La dottrina linguistica di Dante, dispense del corso di storia della lingua italiana a cura dell'assistente, anno accademico 1957-58, Facoltà di lettere e filosofia, Università di Messina.
- La tecnica manzoniana del dialogo, Collezione Saggi di Letteratura Italiana, Firenze, Casa Editrice Le Monnier, 1959.
- Il "De vulgari eloquentia" di Dante, dispense del corso di storia della lingua italiana, Anno Accademico 1960-61, a cura dell'assistente, Messina, La Editrice Universitaria, 1961.
- Prosa e tecnica narrativa, Mursia, Milano, 1962.
- Pascoli, Torino ERI, 1962.
- Dante e il suo tempo, Torino, ERI, 1963.
- Il romanzo storico nell'Ottocento italiano, Torino, ERI, 1967.
- G. Petrocchi - Pompeo Giannantonio, Questioni di critica dantesca, Loffredo Editore, Napoli, marzo 1969.
- Itinerari danteschi, Biblioteca di critica letteraria, Bari, Adriatica, 1969. - ristampa con un saggio inedito, Premessa di Carlo Ossola, Collana Letteratura n.15, Milano, Franco Angeli, 1993, ISBN 978-88-204-8247-3.
- Manzoni. Letteratura e vita, Milano, Rizzoli, 1971.
- G. Petrocchi - Pompeo Giannantonio, Letteratura, critica e società del Novecento, Napoli, Loffredo, 1971.
- I fantasmi di Tancredi. Saggi sul Tasso e sul Rinascimento, Collana Aretusa, Caltanissetta-Roma, S. Sciascia, 1972.
- Scrittori religiosi del Duecento, Firenze, Sansoni Scuola aperta, 1974.
- Scrittori religiosi del Trecento, Firenze, Sansoni Scuola aperta, 1974.
- Lezioni di critica romantica, Milano, Il Saggiatore, 1975.
- L'ultima dea, Bonacci, 1977, ISBN 978-88-757-3118-2.
- Segnali e messaggi, Milano, Rusconi, 1981.
- Vita di Dante, Collezione storica, Bari, Laterza, 1984, ISBN 978-88-420-2302-9.
- Manzoniana e altre cose dell'Ottocento, Collana Aretusa, Caltanissetta, S. Sciascia, 1987.
- La selva del protonotario. Nuovi studi danteschi, Collana Linguistica e critica letteraria, Napoli, Morano, 1988.
- Per conoscere Dante e la Divina Commedia, con audiocassetta, Roma, Rai Libri, 1988, ISBN 978-88-397-0530-3.
- La Leda senza cigno, Napoli, Edizioni Scientifiche Italiane, 1989.
- Saggi sul Rinascimento italiano, Collana Opere e saggi di letteratura italiana, Firenze, Le Monnier, 1991, ISBN 978-88-008-3100-0.
- San Francesco scrittore e altri studi francescani, Collana di Letteratura italiana e comparata n.19, Pàtron, 1991, ISBN 978-88-555-2162-8.
- Letteratura e musica, Collana Saggi di Lettere italiane n.43, Firenze, Olschki, 1991, ISBN 978-88-222-3905-1.
- Il tramonto della Luna, Collana Ist. studi di letter. contemporanea, Napoli, Edizioni Scientifiche Italiane, 1993, ISBN 978-88-710-4720-1.
- Il sentimento religioso all'origine della letteratura italiana, a cura di E. Fumagalli, Collana I pinnacoli, Edizioni San Paolo, 1996, ISBN 978-88-215-3153-8.
- Le parole di Dante. Inedite letture televisive (1965), a cura di Francesca Petrocchi, Collana Filologia e ordinatori n.25, Firenze, Franco Cesati Editore, 2016, ISBN 978-88-766-7553-9.
- Classici del credere. Tasso, Manzoni, gli eredi di Dante, a cura di Francesca Petrocchi, Genzano di Roma, Aracne, 2021, ISBN 979-12-599-4171-8.

### Curatele
- La vita di Frate Ginepro, testo latino e volgarizzamento, Collezione di opere inedite o rare, Bologna, Commissione per i testi di lingua, 1960.
- Dante Alighieri, Il Canto 34 dell'Inferno, Firenze, Le Monnier, 1963.
- Dante Alighieri, La Commedia secondo l'antica vulgata, 3 voll., Milano, Arnoldo Mondadori Editore, 1966-1967. - Collana Piccola Biblioteca n.449, Torino, Einaudi, 1975-1997; Milano, BUR-Rizzoli, 1978-1998.
- Pietro Aretino, Teatro, Milano, Arnoldo Mondadori Editore, 1971.
- Torquato Tasso, Opere, Milano, Mursia, 1974.
- Orfeo in Arcadia. Studi sul teatro a Roma nel Settecento, Roma, Istituto della Enciclopedia Italiana, 1984.
- La Divina Commedia illustrata da Achille Incerti, edizione illustrata, Milano, Mazzotta, 1989, ISBN 978-88-202-0874-5.
- Dante Alighieri, La Commedia secondo l'antica vulgata, II edizione riveduta, Firenze, Casa Editrice Le Lettere, Firenze, 1994.

### Articoli
- La ricerca narrativa in "Dai Solariani agli ermetici", pag. 147-168, Milano, Vita e Pensiero, 1989.